# Дрозди
Језеро Дрозди (рус. Водохранилище Дрозды; блр. Вадасховішча Дразды) вештачко је језеро у северозападном делу града Минска у Белорусији настало преграђивањем корита реке Свислач. Интегрални је део знатно пространијег Вилејско-минског хидросистема.
Језеро је саграђено и испуњено водом 1976. године, а примарни циљ његовог настанка било је водоснабдевање града пијаћом и техничком водом. Површина језера је 2,1 км², и обухвата акваторију ширине до 640 метара, односно дужине од око 6 километара. Просечна дубина језера је 2,7 м, максимална до 6 метара, док је укупна запремина 5,75 милиона м³ воде. У току лета просечне температуре површинског слоја воде крећу се од 18,5—21 °C, док је у зимском делу године језеро под ледом дебљине 50 до 60 центиметара.
На језеру постоје 4 малена острва. Уз обале језера налазе се пешачке стазе и оно представља популарну рекреациону зону становника града. Каналом је повезано са суседним Заславским језером, а сам канал је популарно место за спортове на води.